# Wang Meiling
Wang Meiling (chinesisch 王美玲, Pinyin Wáng Měilíng; * 22. Februar 2000) ist eine chinesische Tennisspielerin.

## Karriere
Wang spielt bislang hauptsächlich Turniere auf der ITF Women’s World Tennis Tour, auf der sie bislang je zwei Titel im Einzel und im Doppel gewinnen konnte.
2017 erreichte sie mit Siegen über Alison Bai, Jiang Xinyu und Xun Fangying das Achtelfinale des mit 125.000 US-Dollar dotierten WTA-Challenger-Series-Turniers Dalian Women’s Tennis Open, wo sie dann gegen Sarina Dijas mit 1:6 und 3:6 verlor.
2018 erhielt sie eine Wildcard für die Qualifikation zu den Biyuan Cup Zhengzhou Women’s Tennis Open, wo sie aber bereits in der ersten Runde gegen Zhang Ling mit 6:1, 0:6 und 5:7 verlor. Im August erreichte sie nach guten Ergebnissen auf der ITF-Tour mit Platz 417 in der Einzelweltrangliste ihre bis dahin beste Platzierung und konnte so in Folge bei größeren, insbesondere WTA-Turnieren an den Start gehen.  Im September spielte sie ihr erstes Turnier der WTA Tour, als sie eine Wildcard für die Qualifikation zu den Guangzhou International Women’s Open erhielt, wo sie aber gegen die in der Qualifikation topgesetzte Zhu Lin mit 1:6 und 3:6 verlor. Bei den anschließenden Tianjin Open erhielt sie sowohl für die Qualifikation zum Hauptfeld im Dameneinzel als auch mit Partnerin Liu Yanni für das Hauptfeld im Damendoppel eine Wildcard. In beiden Matches musste sie gegen die topgesetzten antreten und verlor ihr erstes Match in der Qualifikation gegen Weronika Kudermetowa mit 2:6 und 4:6. Im Doppel scheiterten Wang und Liu an Irina-Camelia Begu und Barbora Krejčíková mit 2:6 und 0:6. Im November verlor sie in der ersten Runde des $100,000 Shenzhen gegen Wang Yafan mit 2:6 und 4:6.
2019 erhielt sie im März eine Wildcard für das mit 60.000 US-Dollar dotierte Pingshan Open, wo sie aber in der ersten Runde an Sabina Sharipova mit 4:6 und 1:6 scheiterte. Danach spielte Wang mehrere kleinere ITF-Turniere, ehe sie im September bei den Zhengzhou Open in der Zhengzhou Open 2019/Qualifikation antrat und mit Siegen über Hiroko Kuwata, Liang En-shuo und Bai Zhuoxuan das Hauptfeld im Dameneinzel erreichen konnte, wo sie dann aber gegen Polona Hercog mit 3:6 und 4:6 verlor. Im Oktober verlor sie in der ersten Runde der Qualifikation der Tianjin Open gegen Kurumi Nara mit 0:6 und 2:6. Beim mit 100.000 US-Dollar dotierten ITF WTT W100 Suzhou 2019 konnte sie sich zwar als Qualifikantin für das Hauptfeld im Dameneinzel qualifizieren, verlor aber dort ebenso in der ersten Runde gegen Liu Yanni, wie auch mit ihrer Partnerin Lu Jiajing im Damendoppel gegen Jiang Xinyu und Tang Qianhui. Im November erreichte sie mit Partnerin Guo Meiqi bei den ebenfalls mit 100.000 US-Dollar dotierten Shenzhen Longhua Open das Viertelfinale im Damendoppel.
2022 und 2023 gelangen ihr die ersten Turniersiege auf ITF-Ebene und sie kam erstmals im Doppel unter die Top-500 in der Weltrangliste.

## Turniersiege

### Einzel
| Nr. | Datum        | Turnier    | Kategorie | Belag     | Finalgegnerin | Ergebnis  |
| --- | ------------ | ---------- | --------- | --------- | ------------- | --------- |
| 1.  | 7. Mai 2023  | Kuršumlija | ITF W15   | Sand      | Živa Falkner  | 6:2, 7:66 |
| 2.  | 12. Mai 2024 | Lu’an      | ITF W75   | Hartplatz | Yao Xinxin    | 7:5, 6:2  |

### Doppel
| Nr. | Datum          | Turnier             | Kategorie | Belag     | Partnerin  | Finalgegnerinnen                | Ergebnis         |
| --- | -------------- | ------------------- | --------- | --------- | ---------- | ------------------------------- | ---------------- |
| 1.  | 9. April 2022  | Monastir            | ITF W15   | Hartplatz | Yao Xinxin | Victoria Muntean Rebeka Stolmár | 6:2, 4:6, [10:3] |
| 2.  | 22. April 2023 | Scharm asch-Schaich | ITF W25   | Hartplatz | Gao Xinyu  | Aglaya Fedorova Darja Schauha   | 6:3, 6:2         |